# Кобилянські
Кобилянські — шляхетські роди різних гербів.

## Гримала
Іноді Кобиленські, рідше Кобилінські. Головна гілка Грималітів у Великопольщі.
- Базилій, дружина — Марія Людкевич
  - Ян, дружина Анна Левинська
    - Ян
    - Базилій
    - Антоній

- Антоній, дружина — Анна Garbaczewska
  - Йосиф (Юзеф) — канонік та радник Львівської консисторії УГКЦ, дружина — Кароліна Колянковська
    - Йосиф — прелат та канцлер Львівської консисторії УГКЦ, дружина — Йосифа Чирнянська
      - Микола — поручник уланів Австро-Угорщини

## Любич
За Каспером Несецьким, вийшли з Холмської землі.

## Равич
- Олександр — дідич Великих Кобилян
  - Роман — парох городницький, дружина — Топольницька
    - Стефан — парох в Городниці
    - Іван (Ян) — парох
    - Григорій — парох Новосілки

- Михайло, син Василя, у 1782 році вилегітимізувався зі шляхетства у львівському гродському суді

- Стефан, дружина — Ева Млодковська
  - Василь, дружина Маріанна Оріховська
    - Михайло, на прізвисько Рашкевич, у 1782 році вилегітимізувався зі шляхетства у теребовельському гродському суді

## Сас
Підписувалися «з Блажеєва»
- Міхал
  - Віктор Теодор (1787—1859)